# Орден Ягве
Орден Єгови (швед. Jehovaorden, швед. Kungliga Jehovaorden) — шведський лицарський орден, заснований в 1606 році королем Швеції Карлом IX Вазою. Носив цю нагороду король і ще три принци на коронації Карла IX Вази 15 березня 1606 р. у катедральному соборі Уппсала: Густав II Адольф Ваза, Карл Філіп Шведський, Жан герцог Естерйотландський. План Густава III 1778 р. про поновлення нагородження цим орденом не був реалізований.

## Опис
Девізом ордена був вираз: Єгова моя втіха — лат. Jehovah solatium meum.
Орден мав релігійний характер, був вироблений у формі золотого сонця з 16 променями, з яких вісім прямих промінців з білою емаллю та вісім хвилястих промінців з червоною емаллю. У середині зірки напис на івриті יהוה. Орден мав ланцюг із зображеннями, інкрустований гірським кришталем.

## Галерея

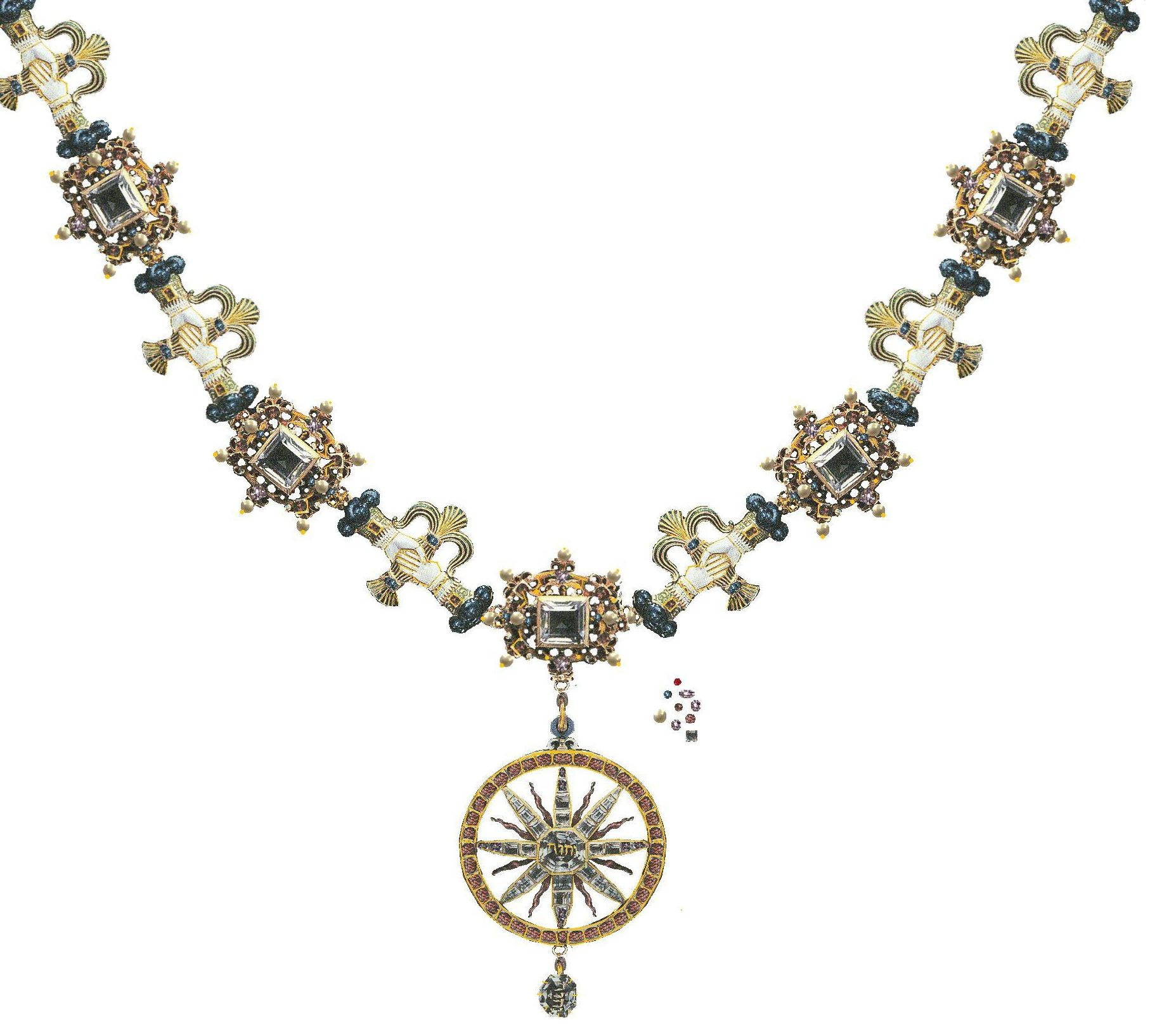
Орден, Швеція (1606 р.)
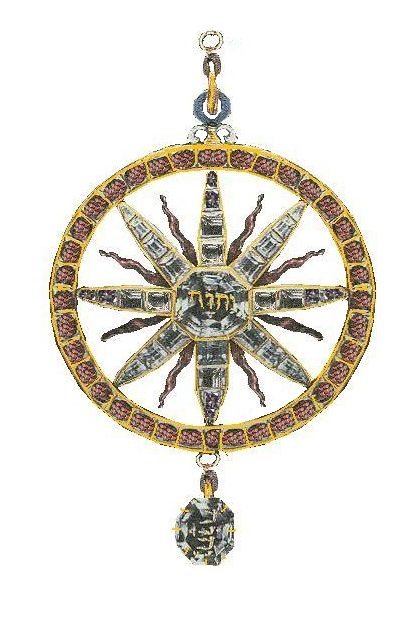
Вид елемента ордена, Швеція (1606 р.)